# Euapatura mirza
Euapatura mirza is een vlinder uit de familie van de Nymphalidae. De wetenschappelijke naam van de soort is voor het eerst geldig gepubliceerd in 1971 door Ebert.